# Ethylgrün
Ethylgrün ist ein grüner Triphenylmethanfarbstoff. Ethylgrün wird häufig auch als Methylgrün bezeichnet und verkauft.

## Methylgrün und Terminologie
Ethylgrün (C.I. 42590) wird häufig als Methylgrün (C.I. 42585, CAS-Nr. 82-94-0) bezeichnet, obwohl letzteres wahrscheinlich seit Jahren nicht mehr hergestellt wird. Bei Merck Index und Sigma-Aldrich wird das verwandte Methylgrün indes als Ethylgrün aufgeführt.
Methylgrün hat statt einer Ethylgruppe eine Methylgruppe am Stickstoffatom; diese Methylgruppe kann leicht dissoziieren, so dass daraus Kristallviolett entsteht. Physikalisch unterscheiden sich die beiden Farbstoffe kaum, so dass die Verwendung von Methylgrün keine Auswirkungen hat.

Das von Ethylgrün kaum unterscheidbare Methylgrün

## Synthese
Durch Ethylierung von Kristallviolett mit Ethylbromid und folgendem Aussalzen in Natriumchlorid wird Ethylgrün hergestellt. Daher liegt Ethylgrün meistens als gemischtes Bromid-Chlorid vor. Es ist aber unwahrscheinlich, dass die Stöchiometrie von Cl− zu Br− genau 1:1 beträgt. Normalerweise wird Ethylgrün als Zinksalz verkauft.

## Eigenschaften
Ethylgrün bildet ein grünes, in Wasser lösliches Pulver. Es ähnelt stark dem Farbstoff Kristallviolett. Ethylgrün ist etwas stabiler als Methylgrün, da dessen Methylgruppe leicht dissoziieren kann.
Im pH-Bereich von 0,8 bis 1,8 liegt der Umschlagspunkt Ethylgrüns von Gelb nach Blau.

## Verwendung
Ethylgrün wird häufig als Farbstoff verwendet. So wird es unter anderem in der Mikroskopie als Kern- und Mitochondrienfarbstoff eingesetzt. Dabei wird Ethylgrün wegen seiner bläulich-grünen Farbe auch als Gegenfarbstoff bei Färbungen in der Histologie, bei Immunofärbungen und In-situ-Hybridisierung genutzt.
Ethylgrün dient darüber hinaus zur Farbdifferenzierung zwischen Diphtherie und anderen Bakterien. In Verbindung mit Pyronin G findet es überdies bei der Differenzierung zwischen DNA und RNA Verwendung (Unna-Pappenheim-Färbung). Zu diesem Zweck darf die Farbstoffmischung kein Kristallviolett enthalten, welches man aber mit einer Chloroformausschüttelung vom Methylgrün isolieren kann.

Pyronin G

Vereinzelt wurde Ethylgrün auch zur Lebendfärbung von Wimpertierchen eingesetzt. Daneben kommt es bei der Konfokalmikroskop zum Einsatz, um doppelsträngige DNA in Hautzellen detektieren zu können.
Schließlich wurde Ethylgrün auch in der Forensik verwendet.